# Football Club de Lyon (rugby à XV)
Pour les articles homonymes, voir FCL.
Dernière mise à jour : 15 avril 2013.
Le Football Club de Lyon (rugby à XV) est la section rugby à XV du club omnisports Football Club de Lyon (FCL). Elle est l'une des deux premières sections (avec l'athlétisme) à avoir été créées au sein du club. Le club remporte notamment le  championnat de France 1909-1910. Les activités de rugby à XV sont interrompues au FCL en 1945.

## Histoire

### FC Lyon (rugby à XV)

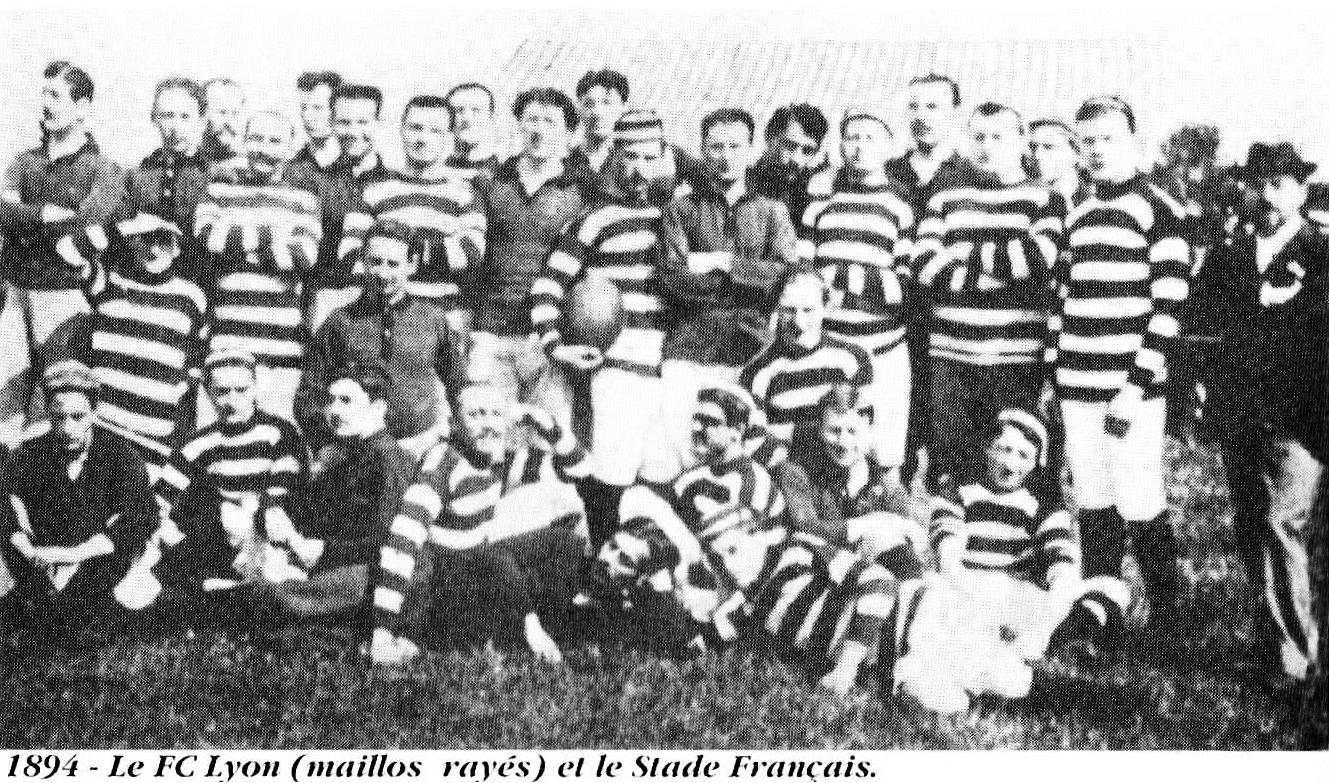
Le FCL et le Stade français lors du match du 8 juin 1894.

Créée en 1893, la section joue son premier match officiel le 2 décembre 1894, dans le cadre du championnat du Sud-Est et face aux élèves du lycée Ampère. 8 juin 1894, le club affronte en amical, le Stade français, il est défait 67 à 0. Le 9 avril 1895, l'équipe remporte le premier championnat du Sud-Est. En novembre 1895, le club bat le Sporting Club de Marseille (à Marseille), sur le score de 37 à 0 ; en février 1896 (à Lyon), le FCL s'incline 14 à 2 face à l'Olympique de Paris. Toujours en 1896, le FCL gagne son second titre de champion du Sud-Est consécutif, en battant à Dijon, le RC Bourguignon, sur le score de 56 à 0. Cette même année, un rival local est créé : le Racing Club de Lyon.

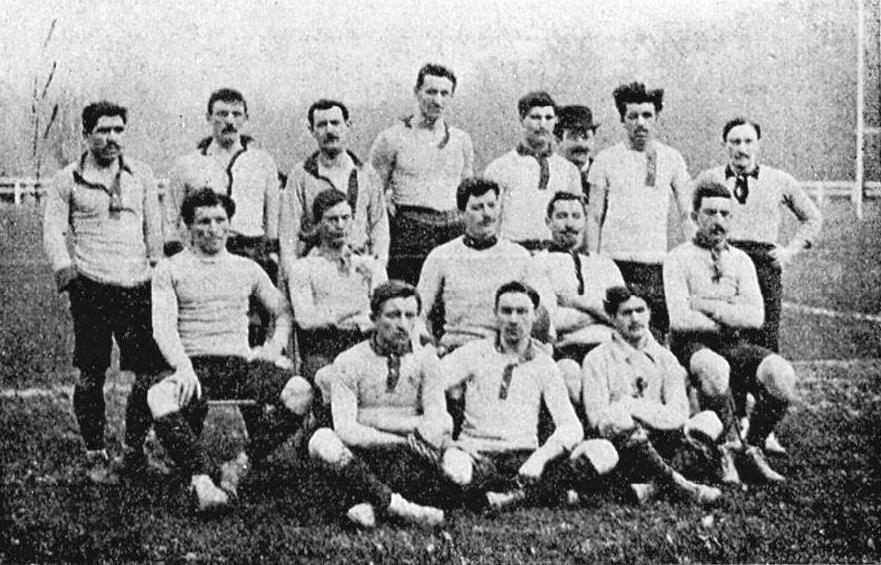
Le FC Lyon en mars 1904.

En 1898, trois clubs de province, dont le FC Lyon, participent pour la première fois au championnat de France à l'occasion de la huitième édition. En effet, la compétition est jusque-là disputée entre clubs parisiens et la participation des clubs provinciaux est acceptée cette année-là par l'USFSA sous la pression notamment du Stade bordelais. Le FC Lyon déclare forfait et ne dispute aucun match du championnat. L'année suivante, le club lyonnais participe de nouveau au championnat, il bat l'Olympique de Marseille lors du premier tour sur le score de 5 à 4, puis domine le Stade grenoblois lors du tour suivant sur le score de 16 à 0. En demi-finale, le FC Lyon est largement battu 30 à 6 par le Racing Club de France (RCF). Le 21 janvier 1900, l'équipe de rugby à XV rencontre celle de Genève. Pour l'édition 1900-1901 du Championnat, les clubs de province sont répartis en deux régions, Sud-Ouest et Rhône, le club lyonnais se retrouvant dans la seconde. Il se défait de nouveau du Stade grenoblois (3-0) puis affronte en demi-finale le Stade bordelais qui sort vainqueur 11 à 4 et obtient la place en finale.

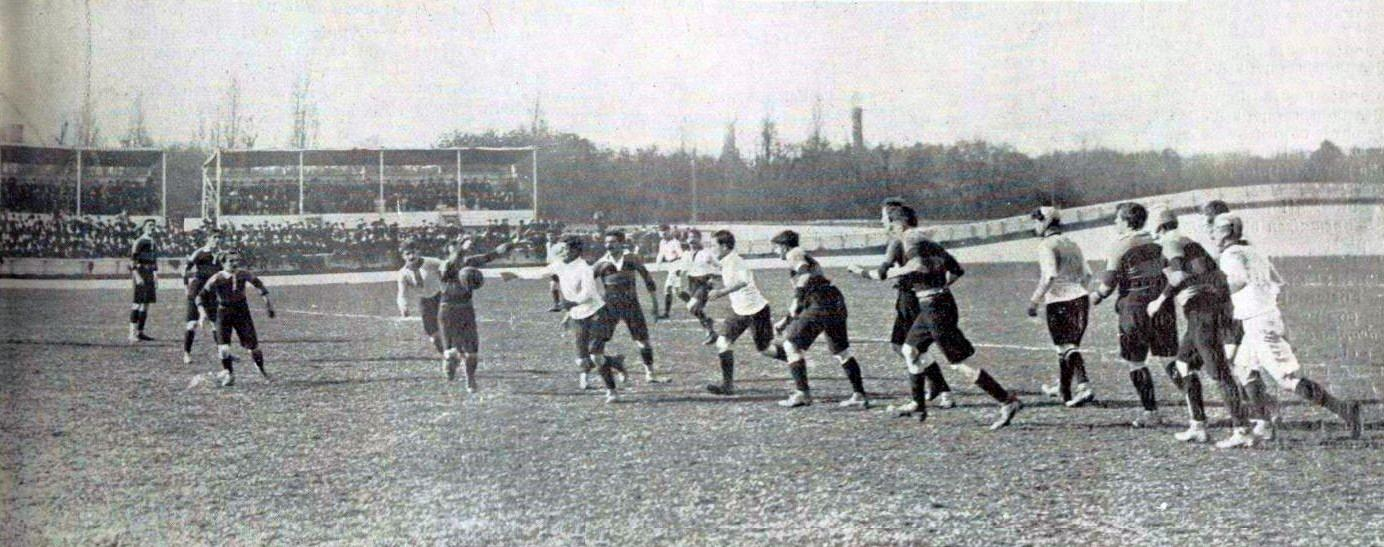
Une charge des avants lyonnais, champions de France de rugby 1910.

En 1910, la section rugby à XV remporte le championnat de France, après avoir battu successivement le RC Compiègne 11 à 6, le RCF 9 à 0 puis le Stade bordelais 13 à 8, en finale. En 1911, le capitaine victorieux du championnat 1910, Joseph Bavozet, est sélectionné en équipe de France pour affronter l'Écosse.
Le 2 décembre 1930, le FCL rugby à XV est partie prenante de la rédaction de la lettre dite « des douze » adressée au Président de la Fédération française de rugby à XV (FFR). Le club choisit devant le manque de prise en compte de cette missive par les instances, de quitter la fédération pour l'Union française de rugby amateur. Revenu sous le giron de la FFR, le club est réintégré en première division où il se maintient en 1933 et en 1934 avant de redescendre en deuxième division en 1935, battu en match de barrage par le FC Auch.
Il remporte le championnat de France de rugby à XV de 2e division en 1936.
Remonté en première division en 1937, il est relégué à nouveau en deuxième division, battu en match de barrage par Saint-Girons.
Lorsque la Seconde Guerre mondiale survient, les activités du club et notamment le rugby à XV sont réduites au minimum.  En 1945, quand il s'agit de « relancer » les activités du club, l'état des finances ne permet pas de conserver toutes les sections sportives. Après discussions en interne, est décidée la dissolution de la section de rugby à XV. Est décidée également, la création d'une section de rugby à XIII nommée « Football Club de Lyon XIII ».
Un court intermède, au milieu des années 1960, voit la reconstitution au sein du FCL d'une équipe de rugby à XV. Celle-ci parvient même à remporter le Championnat de France de rugby à XV de 2e série,, titre qui lui fut retiré quelques mois plus tard, à la suite d'une contestation.

### FC Lyon-Bron
À la fin de la saison 1968, le FC Lyon fusionne avec le club de Bron pour former le « FC Lyon-Bron ». Lors de la saison 1969-1970, le FC Lyon-Bron est en 2e série. En 1970-1971, le club atteint les demi-finales, il est battu par Fleury d'Aude, le futur vainqueur de l'épreuve.

## Joueurs emblématiques

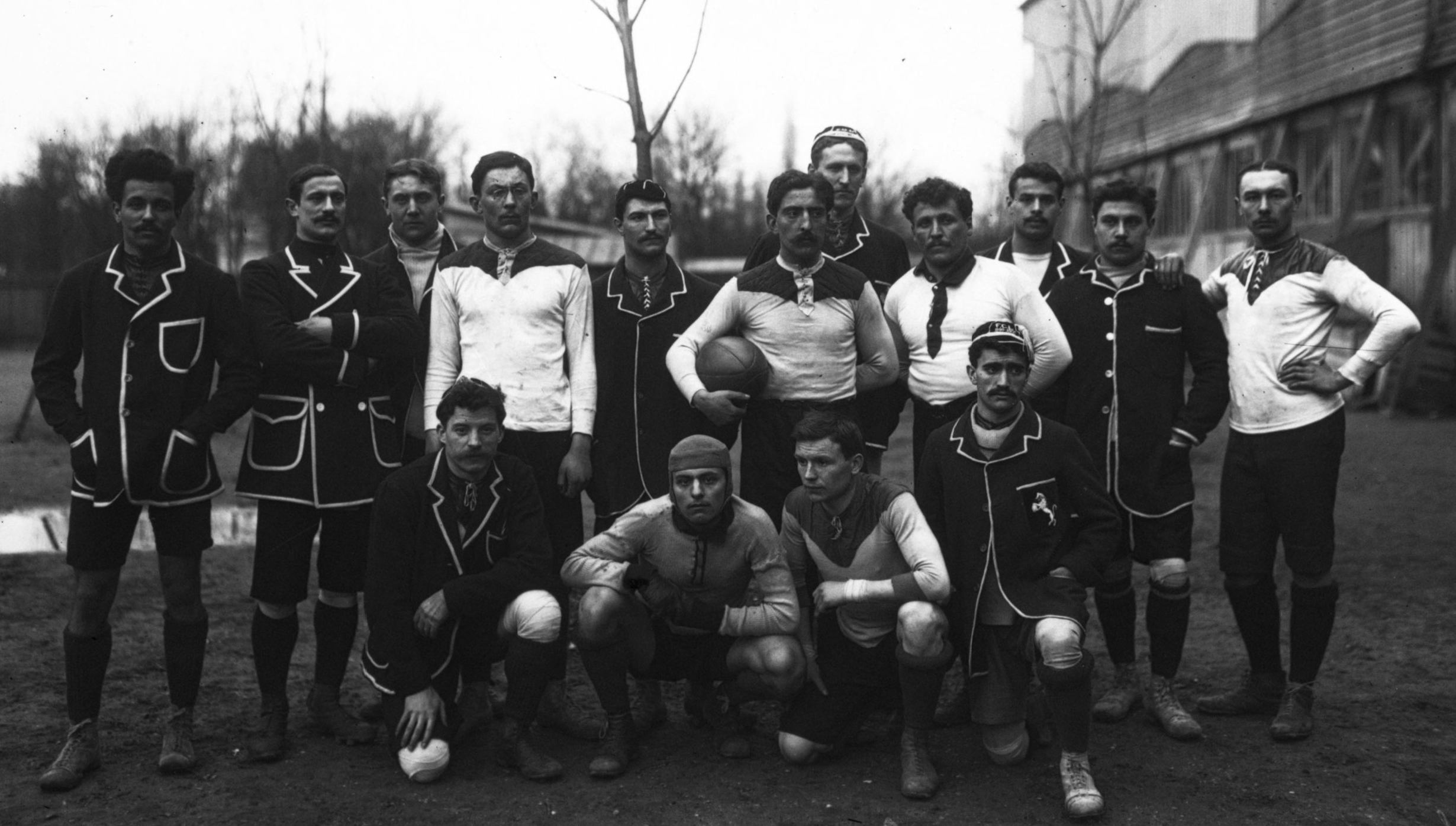
L'équipe de rugby à XV du FC Lyon, en 1907.

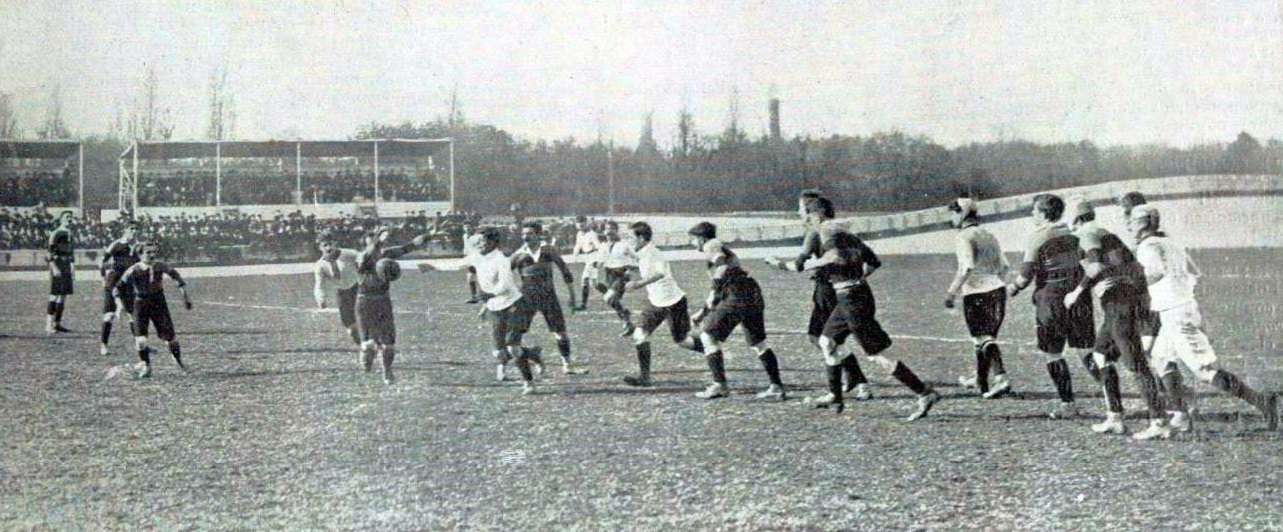
Charge des avants lyonnais (en blanc), vainqueurs du championnat de France de rugby 1910.

Plusieurs joueurs du FC Lyon sont internationaux au cours de leurs carrières respectives dans le club :
- en équipe de France de rugby à XV[17] (après 1906) :
  - Gérald Branca
  - Noël  Cessieux
  - Paul Mauriat
  - Maurice Porra
  - Théodore Varvier
- ou en sélection nationale de l'USFSA (entre 1902 et 1905) :
  - Victor Darniat[Note 3],
  - Georges Devaureix
  - Étienne Piquiral
  - Georges Vuillermet qui affronte l'équipe de Swansea en 1904[18].

## Palmarès

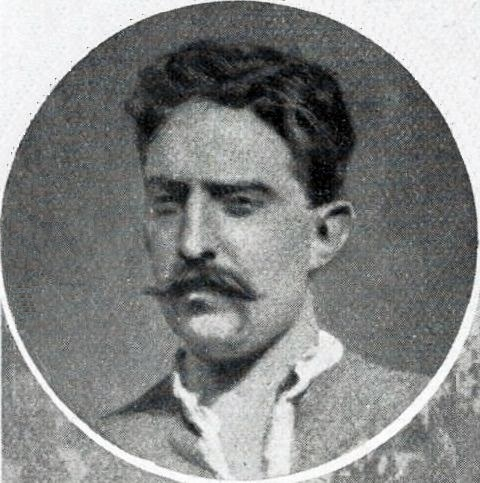
Pierre Bavozet, capitaine du FC Lyon champion de France en 1910.

Les principaux éléments de palmarès de la section rugby à XV sont les suivants, :
- Championnat de France
  - Vainqueur (1) : 1910
  - Demi-finaliste (8) : 1901, 1902, 1903, 1905, 1906, 1907, 1909, 1911
  - Quart de finaliste (1) : 1913
- Championnat de France de 2e division
  - Vainqueur (1) : 1936
- Championnat du Sud-Est
  - Vainqueur (8) : 1895, 1896, 1899, 1901, 1902, 1903, 1904, 1905
- Championnat du Lyonnais
  - Vainqueur (10) : 1906, 1907, 1908, 1909, 1910, 1911, 1912, 1913, 1914, 1921
- Coupe de Guerre
  - Vainqueur (1) : 1915
- Coupe Frantz-Reichel
  - Finaliste (1) : 1934